# Lamontjoie
Lamontjoie est une commune du Sud-Ouest de la France, située dans le département de Lot-et-Garonne (région Nouvelle-Aquitaine).

## Géographie

### Localisation
Commune de l'aire d'attraction d'Agen. Elle est limitrophe du département du Gers.

### Communes limitrophes
Les communes limitrophes sont Ligardes, Pergain-Taillac, Pouy-Roquelaure, Saint-Mézard, Laplume, Marmont-Pachas, Nomdieu et Saint-Vincent-de-Lamontjoie.
| Saint-Vincent-de-Lamontjoie | Laplume                | Marmont-Pachas         |
| Nomdieu                     | Lamontjoie             | Pergain-Taillac (Gers) |
| Ligardes (Gers)             | Pouy-Roquelaure (Gers) | Saint-Mézard (Gers)    |

### Hydrographie
Le Petit Auvignon, le Ruisseau de Barrail, le Ruisseau de Junca et le Ruisseau de la Jorle sont les principaux cours d'eau qui traversent la commune.

### Climat
Pour des articles plus généraux, voir Climat de la Nouvelle-Aquitaine et Climat de Lot-et-Garonne.
Historiquement, la commune est exposée à un climat océanique aquitain.
En 2020, Météo-France publie une typologie des climats de la France métropolitaine dans laquelle la commune est exposée à un climat océanique altéré et est dans la région climatique Aquitaine, Gascogne, caractérisée par une pluviométrie abondante au printemps, modérée en automne, un faible ensoleillement au printemps, un été chaud (19,5 °C), des vents faibles, des brouillards fréquents en automne et en hiver et des orages fréquents en été (15 à 20 jours).
Pour la période 1971-2000, la température annuelle moyenne est de 13,4 °C, avec une amplitude thermique annuelle de 16 °C. Le cumul annuel moyen de précipitations est de 746 mm, avec 10,2 jours de précipitations en janvier et 6,5 jours en juillet. Pour la période 1991-2020, la température moyenne annuelle observée sur la station météorologique la plus proche, située sur la commune de Laplume à 4 km à vol d'oiseau, est de 14,2 °C et le cumul annuel moyen de précipitations est de 767,2 mm,. Pour l'avenir, les paramètres climatiques de la commune estimés pour 2050 selon différents scénarios d’émission de gaz à effet de serre sont consultables sur un site dédié publié par Météo-France en novembre 2022.

## Urbanisme

### Typologie
Au 1er janvier 2024, Lamontjoie est catégorisée commune rurale à habitat dispersé, selon la nouvelle grille communale de densité à sept niveaux définie par l'Insee en 2022.
Elle est située hors unité urbaine. Par ailleurs la commune fait partie de l'aire d'attraction d'Agen, dont elle est une commune de la couronne,. Cette aire, qui regroupe 81 communes, est catégorisée dans les aires de 50 000 à moins de 200 000 habitants,.

### Occupation des sols

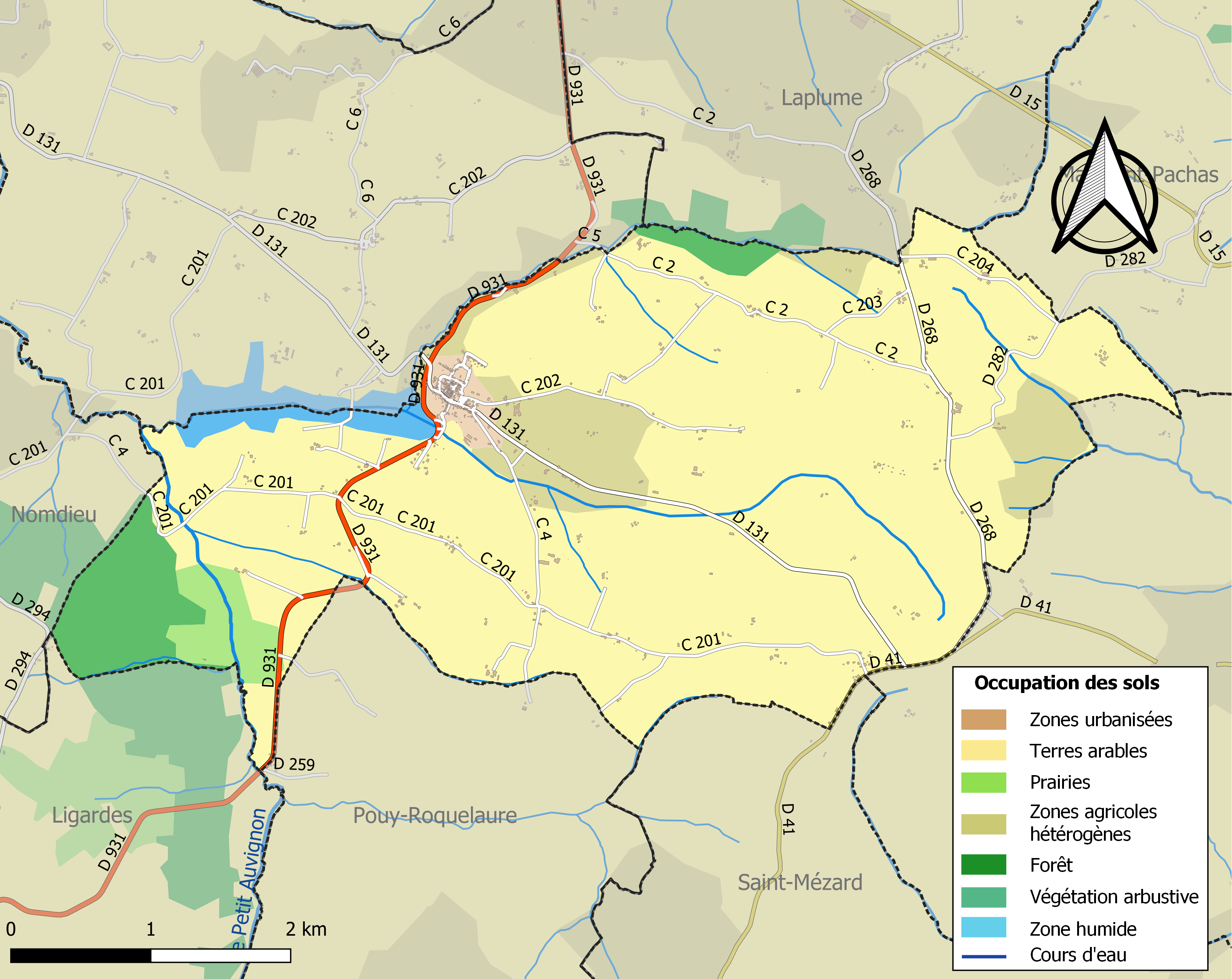
Carte des infrastructures et de l'occupation des sols de la commune en 2018 (CLC).

L'occupation des sols de la commune, telle qu'elle ressort de la base de données européenne d’occupation biophysique des sols Corine Land Cover (CLC), est marquée par l'importance des territoires agricoles (91,8 % en 2018), en diminution par rapport à 1990 (94,6 %). La répartition détaillée en 2018 est la suivante : 
terres arables (80,4 %), zones agricoles hétérogènes (9 %), forêts (5,3 %), prairies (2,4 %), zones urbanisées (1,4 %), eaux continentales (1,4 %). L'évolution de l’occupation des sols de la commune et de ses infrastructures peut être observée sur les différentes représentations cartographiques du territoire : la carte de Cassini (XVIIIe siècle), la carte d'état-major (1820-1866) et les cartes ou photos aériennes de l'IGN pour la période actuelle (1950 à aujourd'hui).

### Risques majeurs
Le territoire de la commune de Lamontjoie est vulnérable à différents aléas naturels : météorologiques (tempête, orage, neige, grand froid, canicule ou sécheresse), mouvements de terrains et séisme (sismicité très faible). Il est également exposé à un risque technologique, le transport de matières dangereuses. Un site publié par le BRGM permet d'évaluer simplement et rapidement les risques d'un bien localisé soit par son adresse soit par le numéro de sa parcelle.

#### Risques naturels
Les mouvements de terrains susceptibles de se produire sur la commune sont des affaissements et effondrements liés aux cavités souterraines (hors mines), des glissements de terrain et des tassements différentiels. Afin de mieux appréhender le risque d’affaissement de terrain, un inventaire national permet de localiser les éventuelles cavités souterraines sur la commune.

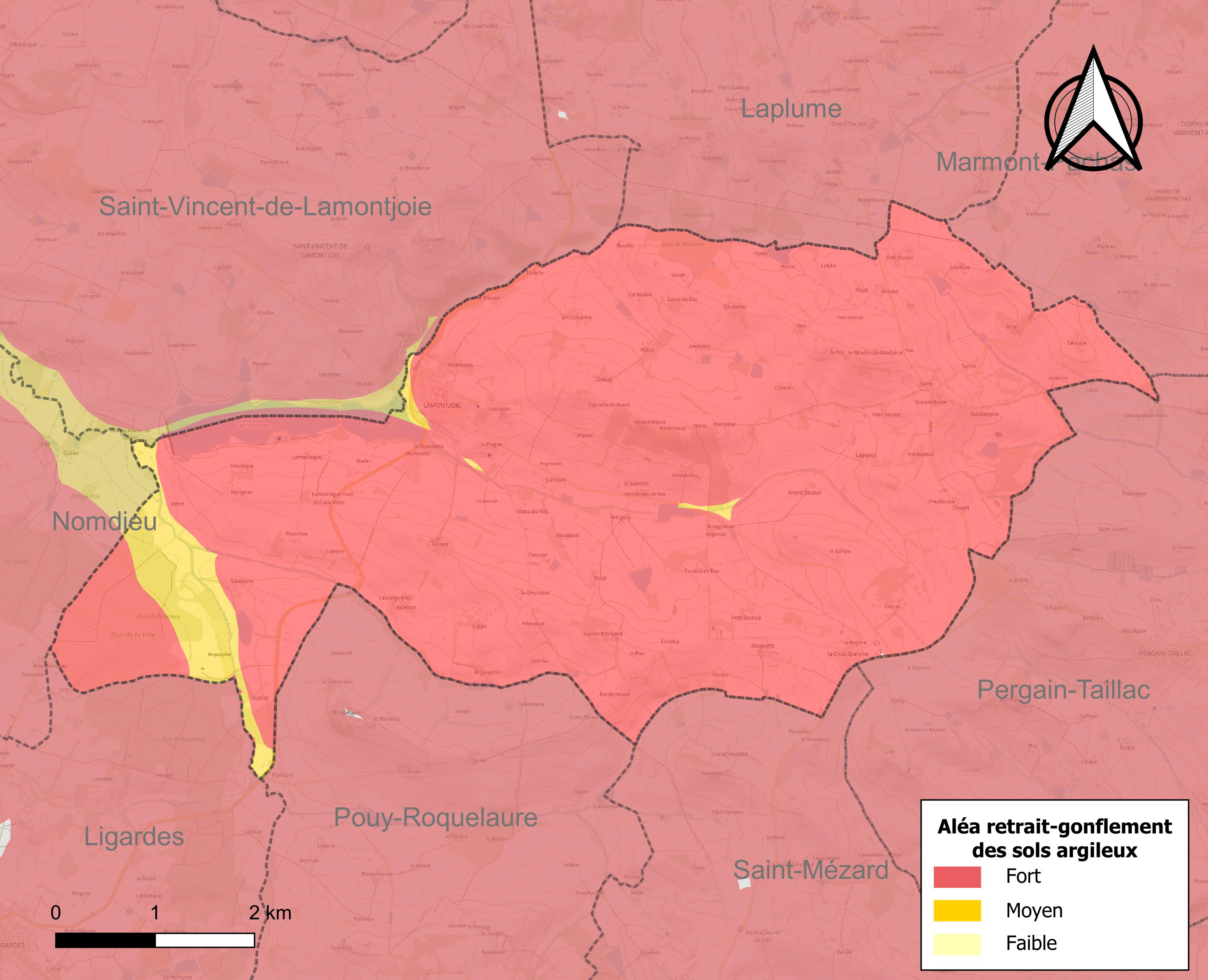
Carte des zones d'aléa retrait-gonflement des sols argileux de Lamontjoie.

Le retrait-gonflement des sols argileux est susceptible d'engendrer des dommages importants aux bâtiments en cas d’alternance de périodes de sécheresse et de pluie. La totalité de la commune est en aléa moyen ou fort (91,8 % au niveau départemental et 48,5 % au niveau national). Depuis le 1er octobre 2020, en application de la loi ELAN, différentes contraintes s'imposent aux vendeurs, maîtres d'ouvrages ou constructeurs de biens situés dans une zone classée en aléa moyen ou fort,.
La commune a été reconnue en état de catastrophe naturelle au titre des dommages causés par les inondations et coulées de boue survenues en 1982, 1999 et 2009, par la sécheresse en 1989, 2003 et 2017 et par des mouvements de terrain en 1999.

## Toponymie
Francisation du toponyme occitan La Montjòia, avec agglutination de l’article.

## Histoire
Des reliques de saint Louis, le roi de France Louis IX, sont à Lamontjoie depuis que le petit-fils de saint Louis, Philippe Le Bel les a envoyées en 1299, au moment où il confirme l'acte de fondation de la bastide de Lamontjoie de Saint-Louis.

## Politique et administration
| Période                                  | Période       | Identité        | Étiquette | Qualité |
| ---------------------------------------- | ------------- | --------------- | --------- | ------- |
| mars 1971                                | avril 1978    | Émile Soler     |           |         |
| avril 1978                               | mai 1978      | Yves Flages     |           |         |
| mai 1978                                 | mars 1989     | René Itard      |           |         |
| mars 1989                                | mars 2001     | Alain Delprat   |           |         |
| mars 2001                                | décembre 2004 | Michel Moreau   |           |         |
| janvier 2005                             | février 2005  | Michel Javierre |           |         |
| février 2005                             | mars 2008     | Gilbert Carrère |           |         |
| mars 2008                                | En cours      | Pascal Boutan   | DVD       |         |
| Les données manquantes sont à compléter. |               |                 |           |         |

## Démographie
L'évolution du nombre d'habitants est connue à travers les recensements de la population effectués dans la commune depuis 1793. Pour les communes de moins de 10 000 habitants, une enquête de recensement portant sur toute la population est réalisée tous les cinq ans, les populations de référence des années intermédiaires étant quant à elles estimées par interpolation ou extrapolation. Pour la commune, le premier recensement exhaustif entrant dans le cadre du nouveau dispositif a été réalisé en 2006.

En 2022, la commune comptait 555 habitants, en évolution de +6,12 % par rapport à 2016 (Lot-et-Garonne : −0,18 %, France hors Mayotte : +2,11 %).
| 1793 | 1800 | 1806 | 1821 | 1831 | 1836 | 1841 | 1846 | 1851 |
| ---- | ---- | ---- | ---- | ---- | ---- | ---- | ---- | ---- |
| 641  | 682  | 755  | 804  | 795  | 803  | 941  | 954  | 958  |

| 1856 | 1861 | 1866 | 1872 | 1876 | 1881 | 1886 | 1891 | 1896 |
| ---- | ---- | ---- | ---- | ---- | ---- | ---- | ---- | ---- |
| 962  | 964  | 938  | 927  | 874  | 866  | 826  | 826  | 739  |

| 1901 | 1906 | 1911 | 1921 | 1926 | 1931 | 1936 | 1946 | 1954 |
| ---- | ---- | ---- | ---- | ---- | ---- | ---- | ---- | ---- |
| 684  | 655  | 630  | 555  | 571  | 550  | 536  | 518  | 544  |

| 1962 | 1968 | 1975 | 1982 | 1990 | 1999 | 2006 | 2011 | 2016 |
| ---- | ---- | ---- | ---- | ---- | ---- | ---- | ---- | ---- |
| 494  | 471  | 411  | 390  | 400  | 455  | 491  | 497  | 523  |

| 2021 | 2022 | - | - | - | - | - | - | - |
| ---- | ---- | - | - | - | - | - | - | - |
| 570  | 555  | - | - | - | - | - | - | - |

## Économie
La commune domine un lac de 13 hectares au bord duquel se situe un camping 3 étoiles appelé Sites et Paysages Saint-Louis.
On y pratique des activités nautiques et la pêche à la carpe.
Se trouvent à Lamontjoie une caserne de pompiers SDIS, une maison de retraite avec 70 lits, une pharmacie, un restaurant réputé, une épicerie multi-services avec tout ce qui est indispensable ainsi que la presse, le tabac et un service postal,
Des marchés de producteurs ont lieu l'été tous les jeudis à 19h.
La fête des plantes rares, de plus en plus appréciée, a lieu le 3ème dimanche d'avril : Prochaine édition le 19 avril 2020.

## Santé
Sont présents sur Lamontjoie un médecin, un pharmacien, un ostéopathe et deux infirmières

## Lieux et monuments
- Château d’Escalup : château gascon, château inscrit au titre des monuments historiques en 1999[26],[27].
- Église Saint-Louis de Lamontjoie : église inscrite au titre des monuments historiques en 1984[28]. L'église possède un retable provenant de l'ancien prieuré de Paravis en commandé en 1629 par Françoise de Bouzet de Roquépine, prieure du Paravis[29],[30].
- Église Notre-Dame de la Plagne. Elle est inscrite à l'Inventaire général du patrimoine culturel[31].
- Église Sainte-Quitterie de Daubèze.

## Personnalités liées à la commune
- Jules Poirée (1817-1866), ingénieur spécialiste des chemins de fer, né sur la commune.
- Marie Poirée (1848 - 1911), née à Lamontjoie (Garcin), militante républicaine, défenseur de l'enseignement public et de l'éducation des femmes, amie d'Armand Fallières et des épouses de Jules Grévy et Jules Ferry.
- Étienne Charles René Souèges, botaniste français, président de la société botanique de France né le 24 décembre 1876 sur la commune et mort le 4 septembre 1967
- André Gil d'Artagnan, passionné d'aventure et d'histoire maritime. Il part avec son épouse Nady et leurs enfants, Bérénice et Aurélien pour réaliser un tour d'Afrique avec un bateau réalisé selon le modèle de l'Égypte antique appelé Le Pount. L'objectif est d'apporter la preuve que les marins égyptiens en avaient déjà fait le tour.
- Gilbert Carrère (1925-2015), né à Lamontjoie, préfet de région honoraire, proche collaborateur du Général de Gaulle et du président Pompidou, ancien maire de Lamontjoie.